# Flor Roffé de Estévez
Flor Roffé de Estévez (* 24. Oktober 1921 in Caracas; † 21. Oktober 2004 in Caracas) war eine venezolanische Musikpädagogin und Komponistin.

## Leben
Roffé de Estévez besuchte ab 1937 die Escuela de Música José Ángel Lamas, wo sie Klavier bei Moisés Moleiro, Musiktheorie bei Eduardo Plaza, Harmonielehre bei Antonio Estévez und Musikgeschichte bei Juan Bautista Plaza studierte. 1944 studierte sie Musikpädagogik am New York Teacher's College der University of Columbia, 1945 an der Juilliard School of Music, schließlich an der New York Dalcroze School.
Nach der Dalcroze-Methode unterrichtete sie anschließend an der Escuela Normal Gran Colombia und der Escuela Preparatoria de Música (Escuela de Música Juan Manuel Olivares). 1958 bereitete sie im Auftrag des Erziehungsministeriums in Seminaren und Workshops Lehrer auf die Umsetzung des Programms zur Musikerziehung des Ministeriums vor. Von 1959 bis 1963 war sie Supervisora Nacional des Erziehungsministeriums.
Nach einem mehrjährigen Parisaufenthalt gründete sie mit Unterstützung des Consejo Nacional de la Cultura (CONAC) 1972 die Escuela Experimental de Pedagogía Musical, die sie fünfzehn Jahre lang leitete. 1988 unterrichtete sie Musikpädagogik an der Universidad Central de Venezuela.
Neben musikpädagogischen Schriften verfasste Roffé de Estévez u. a. ein Monographie über Vicente Emilio Sojo und schrieb eine Anzahl von Bearbeitungen venezolanischer Lieder für verschiedene Besetzungen.

## Schriften
- Vicente Emilio Sojo y sus Gatos, Caracas 1988
- El niño y la Música, Caracas 1995
- Cuaderno de Ejercicio de Armonía
- Tu, Yo y la Música

## Kompositionen
- Ciclo de canciones para coro y piano, 1960
- 22 canciones infantiles venezolanas, 1976
- Una cebolla en la olla, 1978
- 10 canciones venezolanas a cuatro manos, 1978
- 15 canciones venezolanas aún más fáciles, 1978

| Personendaten    | Personendaten                                 |
| ---------------- | --------------------------------------------- |
| NAME             | Roffé de Estévez, Flor                        |
| KURZBESCHREIBUNG | venezolanische Musikpädagogin und Komponistin |
| GEBURTSDATUM     | 24. Oktober 1921                              |
| GEBURTSORT       | Caracas                                       |
| STERBEDATUM      | 21. Oktober 2004                              |
| STERBEORT        | Caracas                                       |